# مرسى علي

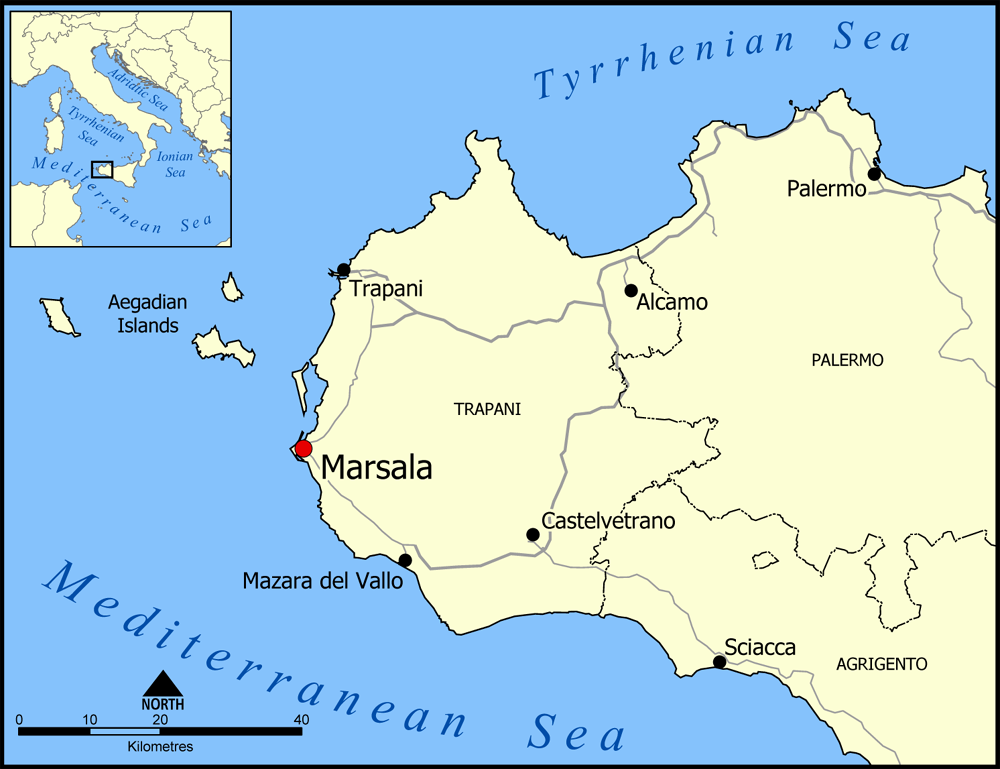
موقع مرسى علي

مَرْسَى عَلِيّ (بالإيطالية: Marsala مارسالا)‏ مدينة إيطالية تقع ضمن مقاطعة طرابنش في صقلية سكانها 80.391 نسمة، ساحلها المنخفض هو أقصى نقطة في غرب الجزيرة وعلى منتصف المسافة بين مدينتي طرابنش ومدينة مازر، على مساحتها المقدرة ب 250 كيلومتر مربع تشتهر بغنى الموروث الثقافي والطبيعي فيها، بها مطار طرابنش بيرجي ويبعد عن وسط المدينة 8 كم.
اقتصادها تاريخيا اعتمد على صناعة النبيذ المشتهر باسمها، لكنها مؤخرا أخذت صناعة السياحة تأخذ مكانها الطبيعي بسواحلها ذات الرمال البيضاء الممتدة 14 كم، وتاريخها العريق ومتاحفها، كما يمكن الوصول عبر مرفأها إلى جزيرة الراهب التي تبتعد 15 كم.

## السكان
في سنة 1861 بلغ عدد السكان 29٬012 نسمة، وتطور العدد ليصل في سنة 2011 لـ 80٬218 نسمة.
يظهر هذا المخطط البياني تطور النمو السكاني لـ مرسى علي

## التاريخ

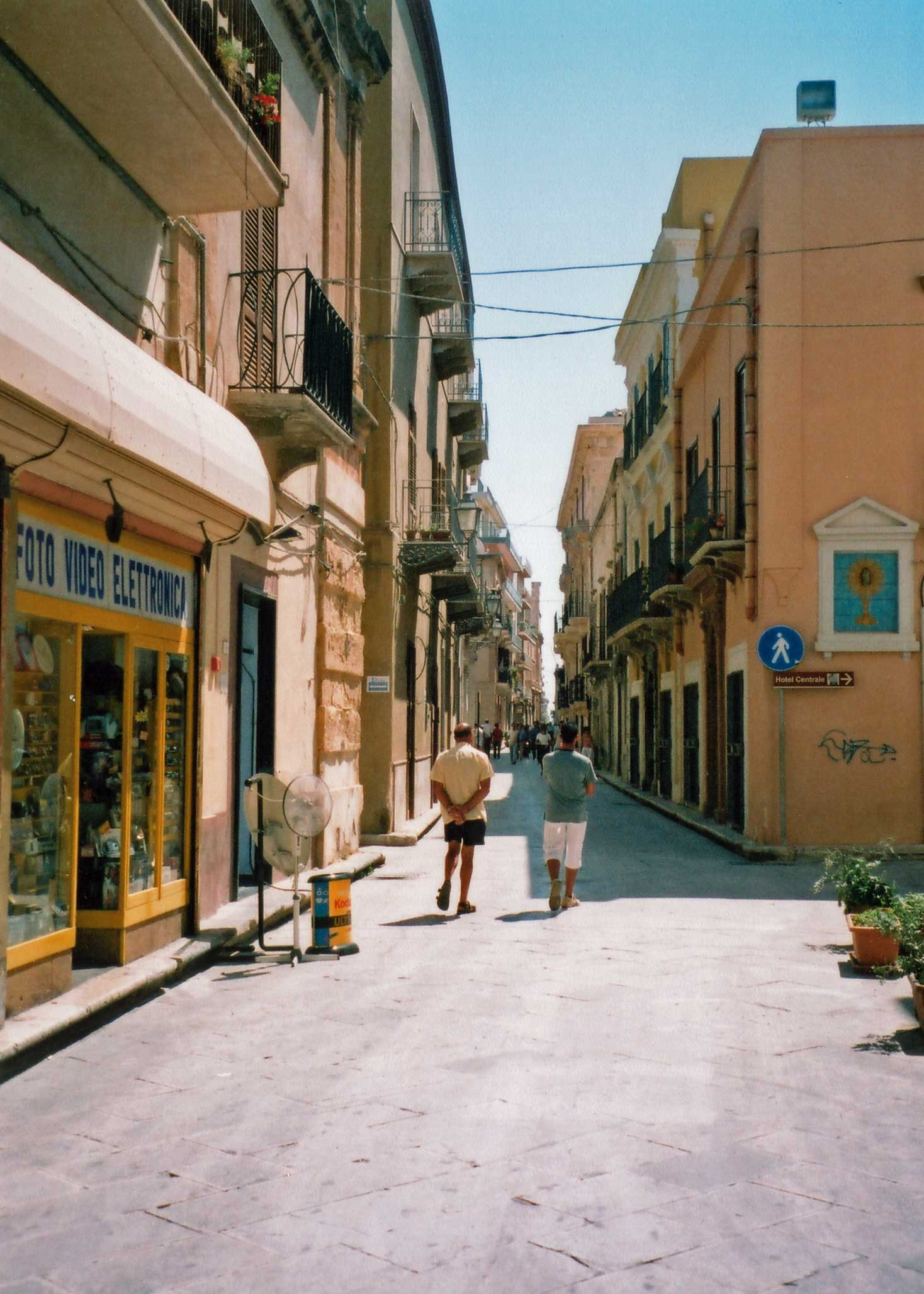
مرسى علي

تحتل مرسى علي موقع ليليبايوم Lilybaeum المعقل الرئيسي للقرطاجيين في صقلية، الذي أسسه هيميلكو في عام 396 قبل الميلاد بعد التخلي عن موتيا. لم يستطع لا بيرهوس ملك إبيروس ولا الرومان الاستيلاء عليها بالحصار، إلا أنها استسلمت للرومان عام 241 قبل الميلاد في نهاية الحرب البونيقية الأولى كشرط لمعاهدة السلام. وفي الحروب التالية كانت نقطة انطلاق لحملات الروم ضد قرطاج، وتحت حكم الرومان حققت قدرا كبيرا من الازدهار. حيث حصلت على حقوقها كبلدية من أوغسطس، وأصبحت مستعمرة إما إبان حكم بيرتيناكس أو سيبتيموس سيفيروس.
أعطاها العرب اسمها الإيطالي «مارسالا» المستمدة من «مرسي علي» وقد تكون علي هنا بمعنى «العظيم» حيث أن ميناء ليليبايوم القديم كان ضخما.
دمر قارلة الخامس المرفأ القديم الواقع في الشمال شرقي لمنع القراصنة من احتلالها. وميناء الحديث يقع إلى الجنوب الشرقي.
و في 11 مايو عام 1860 حطت في مرسى علي جوزيبي غاريبالدي مع ألف آخرين ليبدأ حملته للإطاحة بحكم عائلة بورون في صقلية كخطوة في سبيل توحيد إيطاليا.

## أهم المعالم

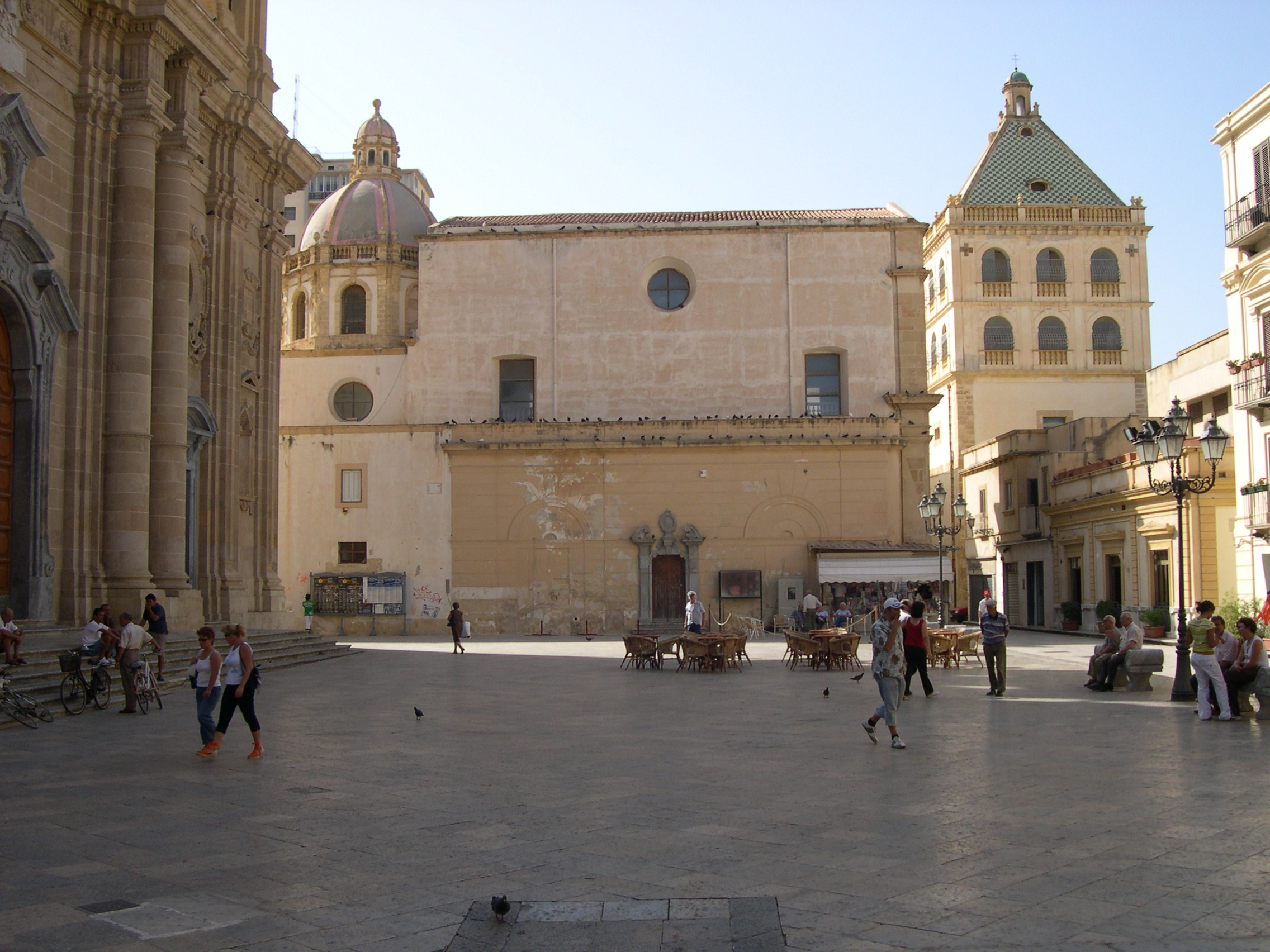
الساحة الرئيسية

القليل المتبقي من ليليبايوم القديمة (أجزاء من أسوار المدينة ومربعات حجرية، وبعض أساسات مباني بين السور والبحر) يمكن مشاهدته؛ ويمكن ذكر ما يسمى بكهف وربيع العرافة. إلى الشرق من مدينة خندق كبير دافع عنها من الناحية البرية، وخلفها يوجد محاجر مثل تلك الموجودة في سرقوسة على نطاق صغير. المدينة الحديثة تتخذ شكل المعسكر الروماني الموجود منذ المدينة القديمة، وأحد بواباتها ظلت قائمة حتى عام 1887.